# Auguste Marie Boulard
Pour les articles homonymes, voir Boulard.
Auguste Marie Boulard né le 12 mai 1825 à Paris et mort le 11 octobre 1897 à L'Isle-Adam est un peintre français.
Il est qualifié par la critique de « dernier des romantiques ».

## Biographie
Né rue Saint-Antoine à Paris, Auguste Marie Boulard devient en 1841 élève de Léon Cogniet durant trois années, avant de s’installer en 1843 à Anvers, où il possède de la famille, réside Groenplaats, y exécute des marines et des scènes de pêches et copie dans les églises et musées les maîtres flamands, dont Rubens et Antoine van Dyck.
Revenu à Paris et résidant de nouveau dans le quartier du Marais, il fréquente le sculpteur Geoffroy-Dechaume, les peintres Jean-François Millet, Eugène Delacroix et le poète Charles Baudelaire. Il intègre le groupe de l’île Saint-Louis, habitant au 13, quai d'Anjou, et donne des cours de peinture, entre autres à Louis Lemaire.
Boulard débute au Salon en 1847 avec un portrait et y envoie régulièrement des scènes de genre, des natures mortes, des paysages, des marines, des scènes d’intérieurs et des portraits, jusqu'en 1868 ; à cette date, son adresse est au 16, quai d'Anjou.
En 1856, il réside une partie de l'année à Champagne-sur-Oise où il a acheté une petite maison-atelier, et rencontre Jules Dupré qui devient son véritable maître ; celui-ci le fait entrer dans le groupe de L’Isle-Adam qui réunit Charles-François Daubigny, Honoré Daumier, Théodore Rousseau et Camille Corot.
Marié, il a deux fils qui deviennent artistes : Auguste Laurent Boulard (dit le « fils », 1852-1927), peintre et graveur, élève de Félix Bracquemond et Émile-Alexandre Boulard (1863-1943), peintre, élève de son père.
À partir de 1865, il réside à Cayeux et se consacre aux scènes rustiques, aux représentations de la vie rurale et s’intéresse aussi aux pêcheurs et à leurs intérieurs ; Cayeux où il s'était installé avec Dupré.
En 1878, il fait partie du comité de l'exposition chez Durand-Ruel consacrée à Honoré Daumier, dont il était l'ami.
Le 20 juin 1896, après 25 ans de silence, Boulard se décide à exposer ses œuvres chez Georges Petit, encouragé par un comité d'amis et de critiques, dont Arsène Alexandre, Léonce Bénédite, Georges d'Esparbès, Gustave Geffroy, Roger Marx ou encore Adolphe Willette.

## Collections publiques
France

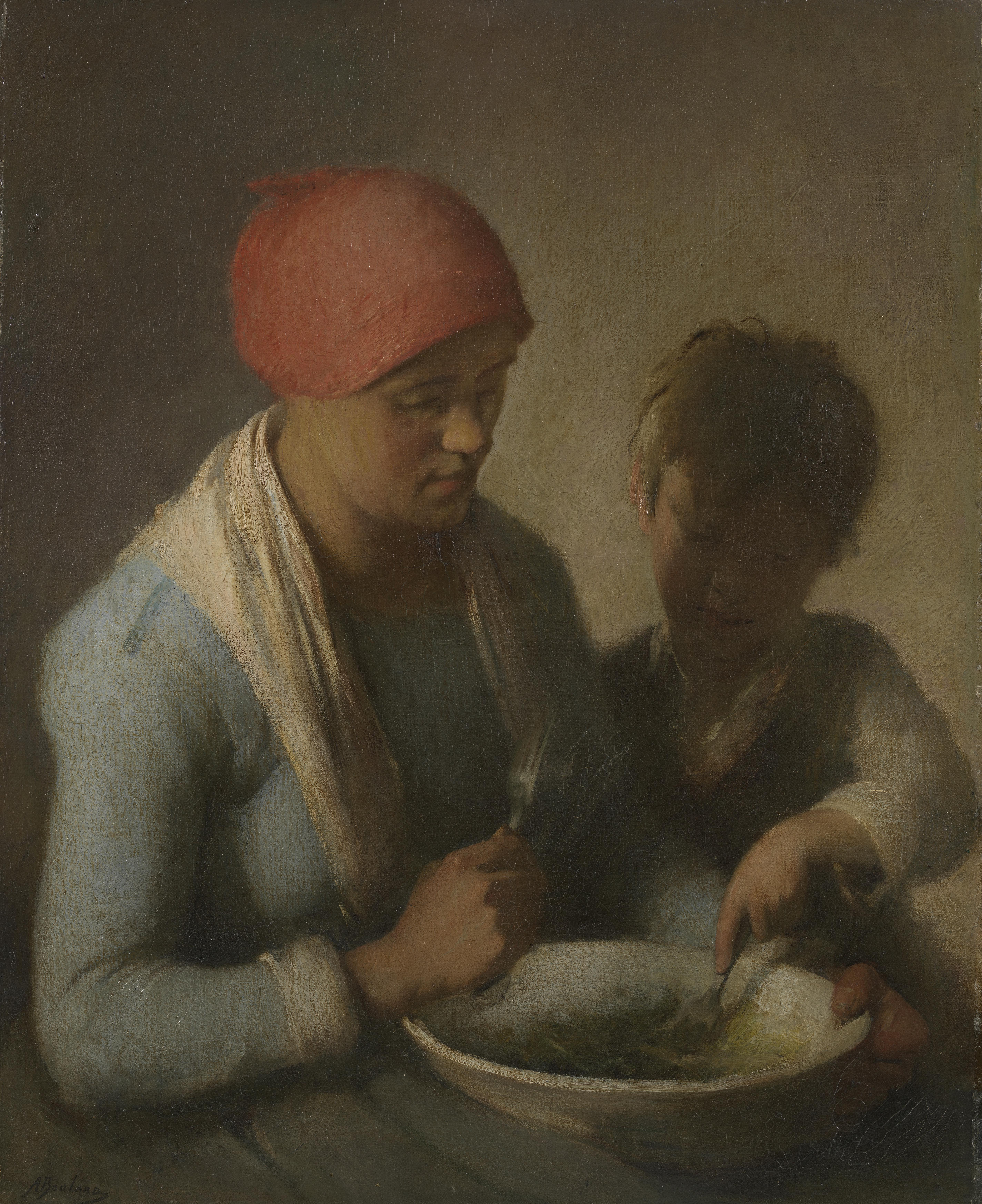
Le Repas, Amsterdam, musée Van Gogh.

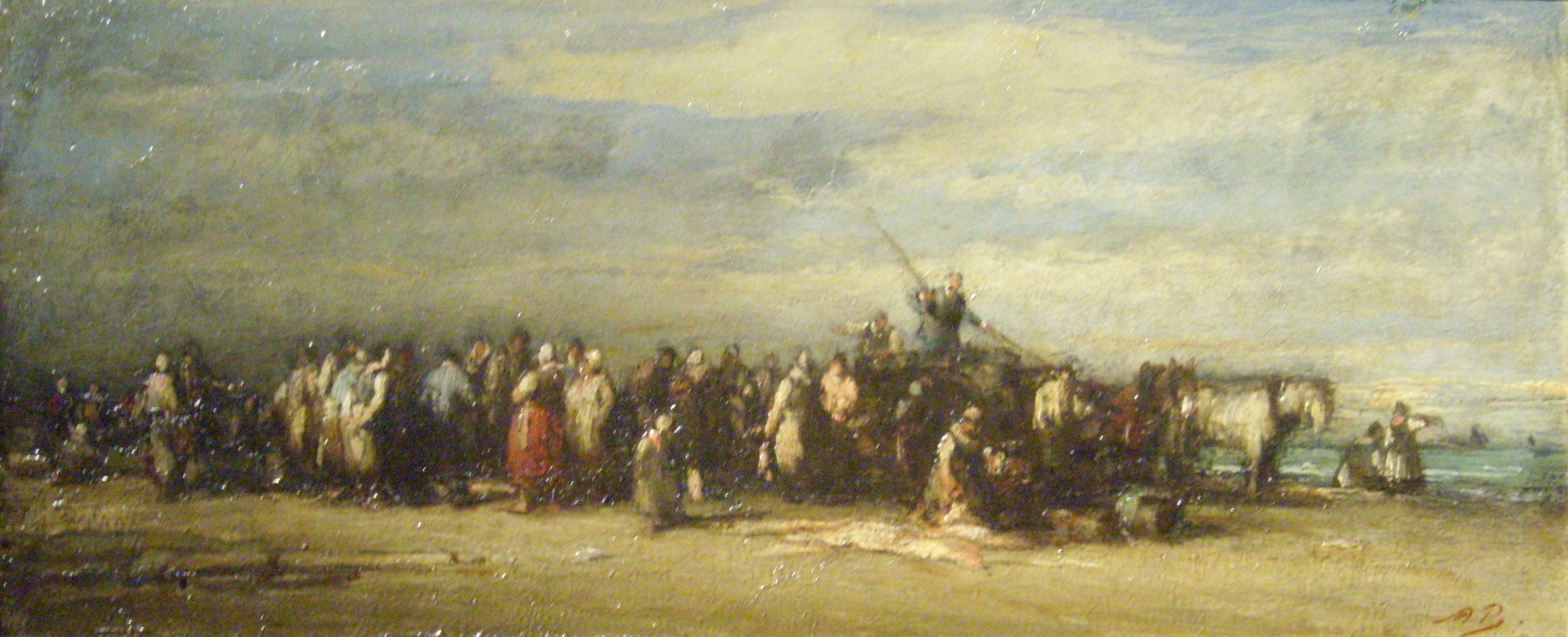
Retour de pêche, huile sur bois, Cherbourg-en-Cotentin, musée Thomas-Henry.

- Cherbourg-en-Cotentin, musée Thomas-Henry : Retour de pêche, huile sur bois.
- Dijon, musée Magnin[12] :
  - Italienne assise dans un chemin creux, 1854, huile sur toile, 28,3 × 20,3 cm ;
  - Mère et enfant sur un chemin, 1855-1860, huile sur papier, 28 × 22 cm ;
  - La petite Mangeuse de cerises, vers 1860-1880, huile sur toile, 41 × 32,7 cm ;
  - Retour de pêche I et Retour de pêche II, 1865, huiles sur papier, 14,5 × 23,5 cm ;
  - Le Tonneau, huile sur papier, 30 × 23 cm ;
  - Soleil couchant sur la mer, huile sur toile, 33 × 41,2 cm.
- Lisieux, musée d'Art et d'Histoire : La Vague, huile sur bois, 23 × 45 cm.
- L'Isle-Adam, musée d'Art et d'Histoire Louis-Senlecq[12] :
  - Portrait de l'épouse du peintre, huile sur toile, 81 × 59 cm ;
  - Berge d'un ruisseau, 1870, huile sur bois, 18 × 29 cm ;
  - Portrait du peintre Jules Dupré deux mois avant sa mort, 1889, huile sur bois, 28 × 20 cm ;
  - Chaumières au bord de la mer, huile sur toile, 56 × 46,3 cm ;
  - Bouquet de fleurs des champs, huile sur carton, 34 × 27 cm ;
  - Animation dans la cour de ferme, huile sur bois, 26 × 41cm.
  - Pêchers sur la plage, huile sur carton, 26,5 × 35 cm ;
  - Intérieur d'auberge, huile sur toile, 71 × 88,5 cm ;
- Paris, musée d'Orsay : 
  - Portrait du père de l'artiste, huile sur toile, 65 × 54 cm ;
  - L'Enfant aux cerises, huile sur bois, 41 × 31 cm ;
  - Marine, berger et mouton sur un rivage, gouache sur papier, 33 × 40,3 cm ;
  - L'Enfant du pêcheur, huile sur toile, 46 × 38 cm ;

Pays-Bas
- Amsterdam, musée Van Gogh : Le Repas, huile sur toile, 88 × 73 cm[13].